# Clientelismo político
El  clientelismo político es un intercambio extraoficial de favores, en el cual los titulares de cargos políticos regulan la concesión de prestaciones, obtenidas a través de su función pública o de contactos relacionados con ella, a cambio de apoyo electoral. Los politólogos Cas Mudde y Cristóbal Rovira Kaltwasser lo definen como «un modo particular de intercambio entre grupos de electores y políticos, gracias al cual los votantes obtienen bienes (pagos directos o acceso privilegiado a empleo, bienes y servicios, por ejemplo) a condición de que apoyen a un patrón o partido».Aspectos ya definidos en décadas anteriores por los politólogos Guillermo O'Donnell, Javier Auyero y Miguel Trotta en el mismo sentido. 
En un sistema de clientelismo, el poder sobre las decisiones del aparato administrativo del Estado se utiliza para obtener beneficio privado; el patrón —sea directamente un funcionario, u otra persona dotada de suficiente poder como para influir sobre los funcionarios— toma decisiones que favorecen a sus clientes, y que estos compensan con la perpetuación en el poder del funcionario implicado o de su entorno. La relación puede fortalecerse mediante la amenaza de utilizar esa misma capacidad de decisión para perjudicar a quienes no colaboren con el sistema. Resulta  paradigmática, a este respecto, la habitual relación entre los principales medios de comunicación comerciales y privados, y los principales partidos cercanos a cualquiera de los más importantes organismos de poder, fenómeno particularmente característico de sistemas con fuerte consolidación o predominio de situaciones de bipartidismo. En general, los sistemas clientelares aparecen donde la necesidad de integrar rápidamente un elevado número de participantes a un sistema político sin tradición organizativa lleva al desarrollo de sistemas de mediación informal entre la acción estatal y las necesidades de las comunidades.

## Estructura de clientelismo
En el clientelismo los bienes públicos no se administran según la lógica imparcial del «derecho», sino que bajo una apariencia legal se utilizan discrecionalmente por los detentadores del poder político; normalmente se corresponde con figuras penadas jurídicamente como «prevaricación» o «corrupción». Sin embargo, existen pocos incentivos para que los participantes busquen acabar con el sistema clientelar, puesto que este se halla institucionalizado —en el sentido sociológico del término— como patrón regular de interacciones, conocido, practicado y aceptado (si bien no necesariamente aprobado) por los actores (O'Donnell: 1997).

### Hábito clientelar
La relación de los clientes  no se apoya solo en su interés por los favores que pueden recibir a cambio de su adhesión, sino que está basada en la concepción que estos se forman a partir de su experiencia del funcionamiento del poder, y en las expectativas que así desarrollan. El elemento material y puntual de intercambio del clientelismo tiene así un efecto persistente sobre las expectativas sociales y políticas de los participantes; si bien la relación entre cliente y patrón se inicia a través de un "favor fundacional" (Auyero, 1997), mediante el cual el patrón —posiblemente a través de un puntero o mediador— brinda una prestación al cliente, no es este el factor más importante en la constitución del sistema, sino el conjunto de creencias, presunciones, estilos, habilidades, repertorios y hábitos que la experiencia repetida, directa e indirecta de estas relaciones provoca en los clientes.
Estos factores consolidan la relación, y disimulan su carácter de transacción; al igual que el don de las sociedades primitivas, en el cual la separación en el tiempo de los regalos recíprocos disimula el hecho de que se trata de una forma de intercambio de equivalentes, en el clientelismo la irregularidad y falta de simetría de las prestaciones escamotea su carácter económico. Puesto que cliente y patrón (o mediador) se conocen personalmente, y la concesión de prestaciones se realiza de manera individualizada, la relación clientelar se confunde con las afinidades personales dadas por la pertenencia común a redes sociales, familiares, étnicas, religiosas o deportivas. Los factores subjetivos vinculan más estrechamente a patrones/mediadores con sus clientes, y se transforman en indispensables para que la relación clientelar no se quede en un simple hecho mercantil (Trotta, 2003).

## Relaciones de dominación
Sin embargo, la relación entre cliente y patrón no es simétrica: existe en ella una neta dominación, motivada por las dotaciones sumamente desiguales de capital social, simbólico y económico de patrones y clientes. Además de las diferencias producidas por el acceso desigual al poder estatal o económico, es la posición histórica de los agentes en el campo clientelar —su reconocimiento público como "necesitados" o "dispensadores"—[cita requerida] lo que le da el carácter de un espacio históricamente constituido, con instituciones específicas y leyes propias de funcionamiento. No obstante, como afirma Trotta, desde una perspectiva materialista histórica,  las relaciones de dominación no pueden restringirse a la dimensión microsocial, sino que los condicionantes macroestructurales definen las transformaciones de las prácticas clientelares y sus desdoblamientos , aspectos investigados y desarrollados por el autor, de notable influencia en la literatura posterior sobre el tema (Trotta, 2003).

## Posiciones en el campo
La explicación del sistema clientelar como un campo —en lugar de como una estructura estable de roles, en la tradición estructural-funcionalista— permite explicar que las posiciones de los actores cambien a partir de una compleja serie de cuestiones; por ejemplo, el poder del patrón puede verse amenazado por el ingreso de un patrón alternativo, o por circunstancias especiales, como las vísperas de un acto electoral, donde necesita el voto de los clientes de la red, quienes —aprovechando la coyuntura favorable— adquieren mayor fuerza en la negociación. Incluso la dinámica propia de una red clientelar podría generar que un actor modifique su posición, pasando de cliente, en virtud de la confianza obtenida de su patrón, en mediador, con lo cual suma capital para moverse dentro del campo.
Cada participante del campo clientelar tiene objetivos propios. Los clientes buscan respuestas a sus necesidades básicas inmediatas, los mediadores pueden motivarse por diferentes cuestiones —desde adscripción partidaria o ideológica hasta el mantenimiento de un empleo estatal—, y patrones buscan a su vez acumulación política, como objetivo estratégico, y acumulación electoral, como objetivo coyuntural. 
La acumulación política incluye tanto la búsqueda de adhesiones que legitimen su rol de dirigentes políticos como la construcción de aparatos que otorguen la posibilidad de acrecentar su poder político. El patrón no obtiene recursos económicos de la red, sino que amplía su base de sustentación para mantener su carrera. Esa acumulación debe concretarse, hacerse visible, en un momento concreto: los comicios, cuando el poderío del patrón debe ratificarse.

## Clientelismo y sistema político
Patrón y mediadores no aportan privadamente los recursos que sustentan los intercambios, sino que los toman del ámbito estatal; generalmente, patrón y mediadores también están allí insertos. Las prestaciones sociales —en particular  que no están disponibles universalmente, como planes diferenciales de subsidios o becas— son los recursos generalmente considerados como medios típicos de la redistribución clientelar.[cita requerida]
Los patrones suelen ser gobernantes o legisladores; los mediadores, parte de la plantilla de ministerios, municipios o legislaturas (ver nepotismo). Esa es otra característica propia del clientelismo: se ejerce a partir de la estructura burocrática o del aparato público estatal (Trotta, 2003). Del Estado provienen por lo general los recursos que aceitan los intercambios clientelares, y es también el ámbito de actuación de patrones y mediadores; el clientelismo moderno tiene su base en él, constituyéndose en una variante de privatización de lo público. De acuerdo a la influente definición de Javier Auyero, el clientelismo «[depende] de una tercera parte para su continuación (aquí refiriéndose al patrón político, representado por un político en particular o por una estructura estatal). Los incentivos materiales necesarios para el desarrollo de la relación vienen del afuera y son producto de un balance de poder específico entre el mediador y el patrón político exterior» (Auyero, 1997).
En los estados clientelistas, se relega el derecho como instrumento de gobierno. La vigencia del derecho está determinada por el grado de preponderancia de los vínculos clientelistas. En los estados puramente patrimoniales, las relaciones clientelistas desplazan al derecho como medio de gobierno. La ley y las instituciones dependen del capricho de quienes ostentan el poder, y la norma no guía la conducta de los individuos. Las personas dejan de ser iguales ante la ley: el trato depende de la relación con los que ostentan el poder. El estado de derecho es un medio para lograr una falsa legitimidad, un instrumento de manipulación, y a veces, de represión.

## Clientelismo y representación
El clientelismo ha sido asociado a naciones con representación democrática debilitada, sin embargo, cada vez más países con democracias consolidadas presentan fenómenos clientelares. Generalmente, los clientes en la relación de intercambio son los votantes en condiciones de pobreza a quienes se condiciona el voto a cambio de la entrega de dinero en efectivo o bienes de primera necesidad. En su forma más sofisticada, se presenta como patronazgo. 

## Illusio
Los objetivos propios de cada actor son asimilables a lo que Pierre Bourdieu define como interés específico, pero al mismo tiempo es imprescindible un interés (illusio) propio del campo clientelar; la illusio es la convicción de que actuar en ese campo tiene una importancia primordial, que a su vez es indispensable para que el campo funcione. Salvo excepcionalmente, la illusio no es producto de un cálculo consciente, sino una relación de creencia que estructura las formas de relación con las prácticas políticas.